# El Correo de Lérida (1931-1936)
El Correo de Lérida fue un periódico español editado en Lérida entre 1931 y 1936.

## Historia
Comenzó a editarse en 1931, tras la proclamación de la Segunda República. Según indica Antonio Checa Godoy, habría sucedido al desaparecido Diario de Lérida. Con anterioridad, en la década de 1910, ya había existido una cabecera homónima que había ejercido como órgano provincial de la Comunión Tradicionalista.
Dirigido por José Baró, el diario mantuvo una línea editorial católica y tradicionalista, manteniéndose cercano a la Comunión Tradicionalista. Continuaría editándose hasta el estallido de la Guerra civil, en 1936. Tres redactores del diario fueron fusilados, entre ellos su director, Baró, y también su propietario, José Soler Montardit.